# Dommara Nandyal
Dommara Nandyal is een census town in het district Kadapa van de Indiase staat Andhra Pradesh. 

## Demografie
Volgens de Indiase volkstelling van 2001 wonen er 7678 mensen in Dommara Nandyal, waarvan 51% mannelijk en 49% vrouwelijk is. De plaats heeft een alfabetiseringsgraad van 54%. 